# Ansamblul monumental Matia Corvin din Cluj-Napoca

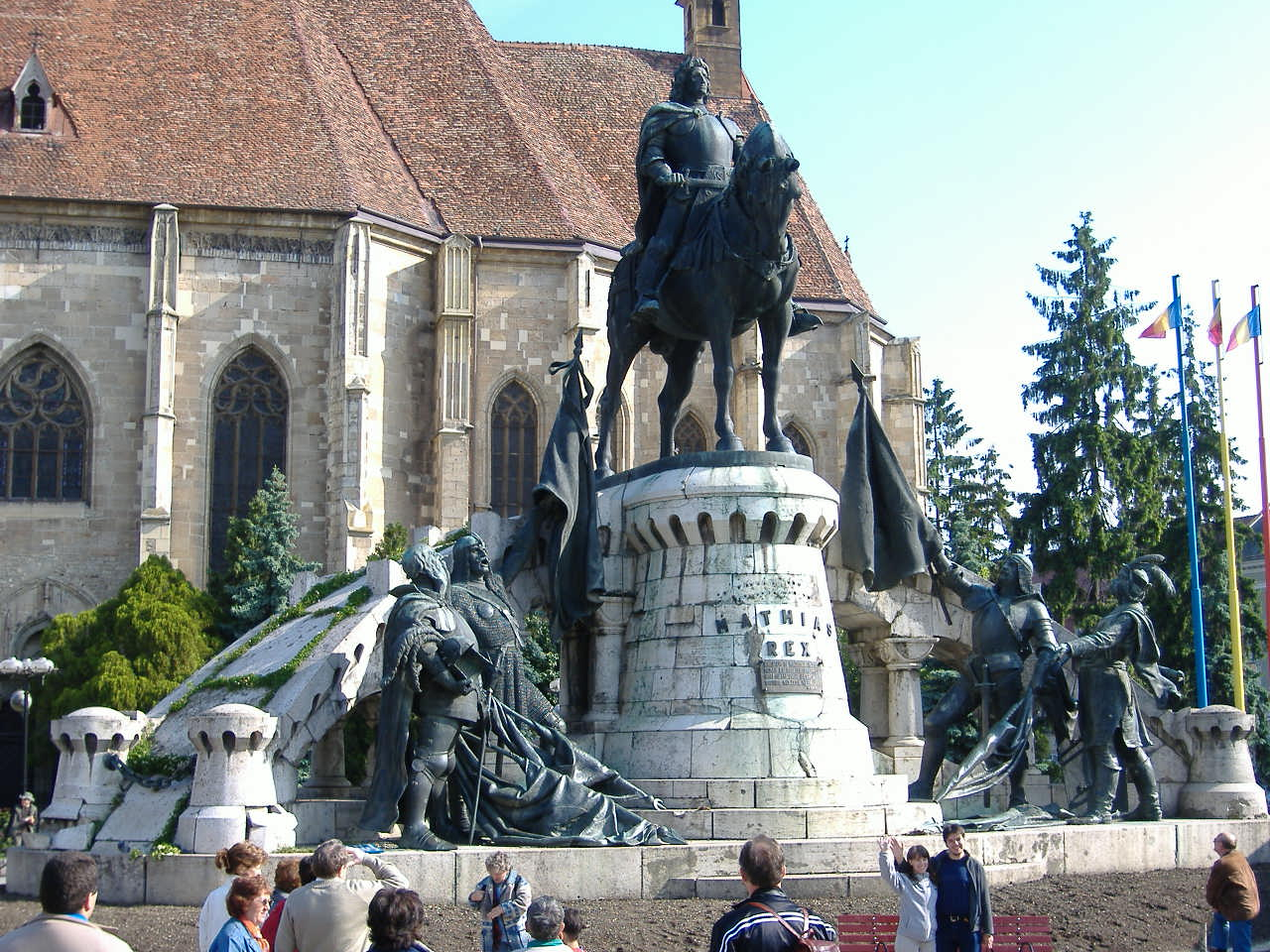
Statuia lui Matia Corvin înainte de restaurarea din 2010-2011

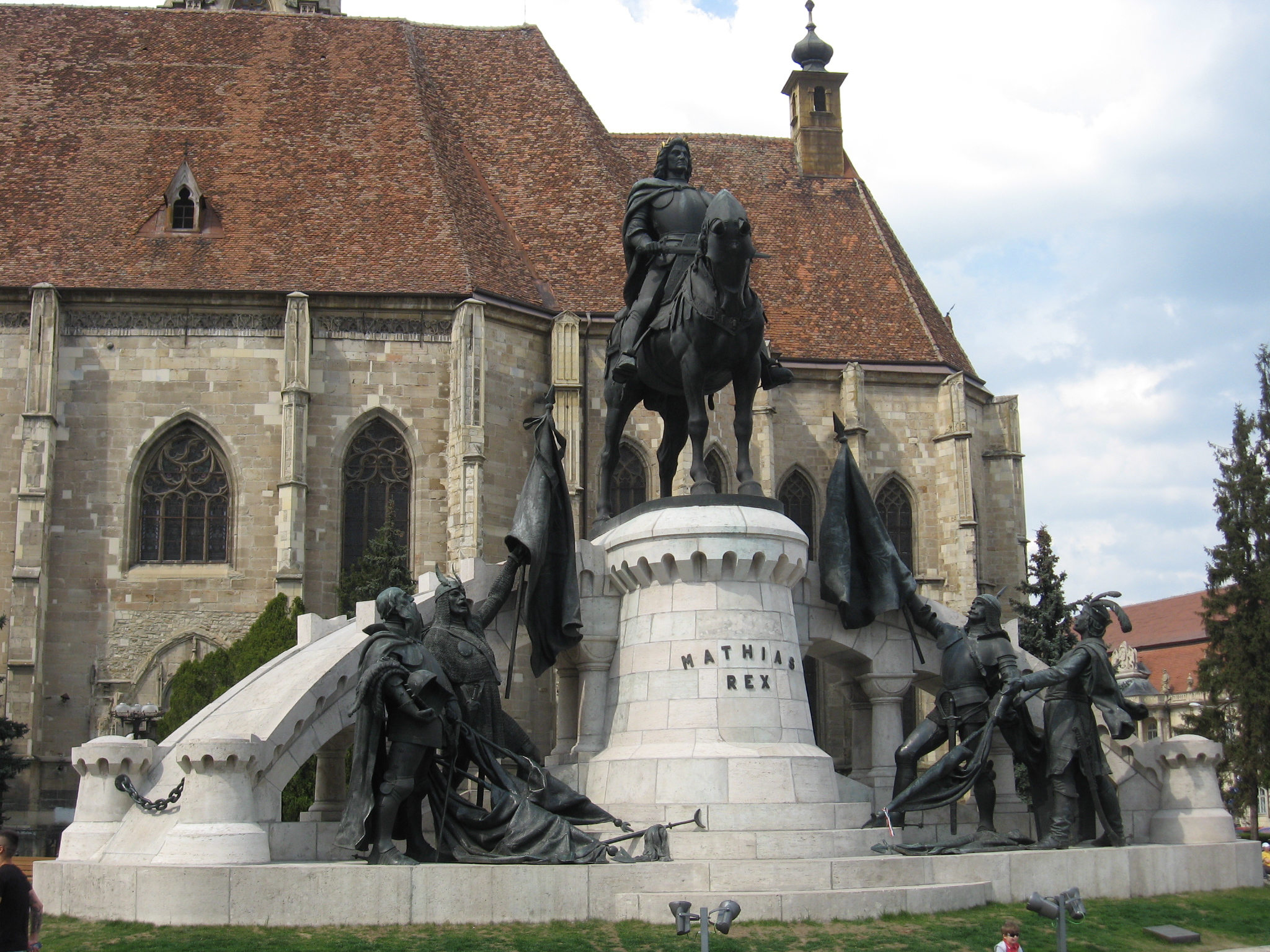
Statuia lui Matia Corvin după restaurare (2011)

Ansamblul monumental Matia Corvin, alcătuit din cinci statui reprezentându-i pe regele Matia (ecvestru) și pe cei patru generali ai săi, a fost dezvelită în anul 1902 în Piața Mare a Clujului. Macheta lucrării, operă a artiștilor János Fadrusz și Lajos Pákey, a obținut în anul 1900 marele premiu al Expoziției Universale de la Paris. Monumentul clujean a devenit de-a lungul timpului unul din semnele distinctive ale orașului.
Ansamblul este clasificat ca monument istoric în Lista monumentelor istorice sub denumirea Statuia ecvestră a lui Matia Corvin și codul CJ-III-m-A-07819.

## Istoric

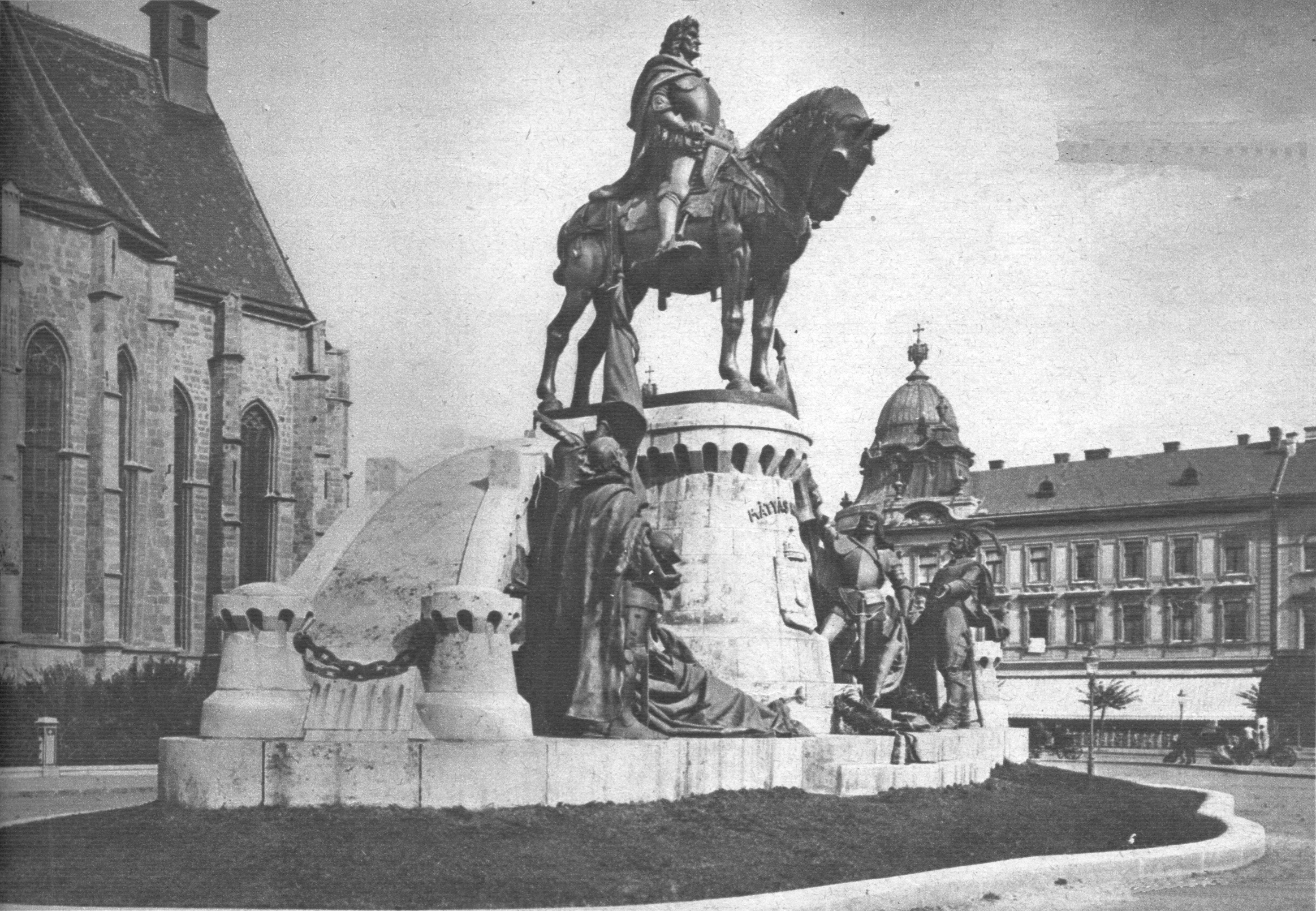
Statuia lui Matia Corvin în 1902

Ideea înălțării la Cluj a unei statui a lui Matia Corvin datează încă din 1882, an în care Consiliul Legislativ Orășenesc Cluj a stabilit executarea unui monument în cinstea marelui fiu al orașului. Macheta lui János Fadrusz a fost aprobată în unanimitate de autoritățile locale în anul 1894. Arhitectul Lajos Pákey a realizat proiectul soclului statuii, reprezentând un bastion al zidului cetății Clujului. Statuia ecvestră a lui Matia Corvin se remarcă prin poziționarea tuturor celor patru copite ale calului pe sol, ceea ce, conform tradiției, înseamnă că personajul aflat pe cal a murit de moarte naturală, și nu în luptă.
Monumentul a fost finanțat prin subscripții publice. Costurile mari ale realizării monumentului au întârziat inaugurarea, astfel că festivitățile au avut loc abia în 12 octombrie 1902. Statuile din bronz ale lui Matia Corvin și ale celor patru comandanți au fost aduse cu trenul de la Budapesta și transportate pe șinele unei vechi linii de tramvai cu cai până în centrul Clujului, unde au fost amplasate pe soclul din piatră. Pentru a rămâne în memoria Clujului, János Fadrusz a dat chipul său uneia dintre personalitățile din bronz care-l străjuiesc pe regele Matia, anume generalului Ștefan Báthory.
În anul 1919 au existat demersuri pentru înlăturarea sau mutarea monumentului, considerat ca un relict al naționalismului maghiar. Istoricul Nicolae Iorga a găsit soluția salvării monumentului, prin evidențierea originii române a regelui Matia pe o plăcuță trilingvă amplasată pe latura nordică a postamentului. În anul 1940 inscripția respectivă a fost îndepărtată. În anul 1992 primarul Gheorghe Funar a dispus amplasarea citatului din Nicolae Iorga pe soclul statuii, pe latura sudică, la fațadă. Cu ocazia restaurării monumentului în anul 2010 plăcuța cu citatul respectiv a fost mai întâi înlăturată complet, apoi așezată pe postament în data de 23 mai 2011. În contextul unor plângeri penale legate de amplasarea neautorizată a plăcuței, membrii Grupului de Inițiativă Bolyai au lipit în data de 18 iulie 2011 peste plăcuța neautorizată un text care evidențiază colaborarea ungaro-moldoveană pe frontul antiotoman, concretizată în Victoria de la Vaslui din 1475, text îndepărtat la scurt timp, în favoarea plăcuței cu referire la confruntarea ungaro-moldoveană de la Baia, din 1467.
Ansamblul monumental Matia Corvin a fost restaurat între anii 2010-2011, acțiune finanțată de ministerele culturii din România și Ungaria. Conducătorul artistic al restaurării a fost maestrul Tibor Kolozsi.
Dezvelirea monumentului restaurat a avut loc în data de 2 aprilie 2011, în prezența premierului Emil Boc și ministrului culturii Hunor Kelemen. Din partea guvernului ungar au fost prezenți la ceremonie Zsolt Semjén, Miklós Réthelyi  și Géza Szőcs. În cadrul ceremoniei au mai luat cuvântul László Tökes și Lajos Kántor, iar un grup de elevi ai Colegiului Bethlen din Aiud a prezentat un program de dansuri din epoca renașterii.
Statuia ecvestră a monumentului este evocată, ca simbol al orașului și al eroismului, în romanul foarte scurt al lui Gib I. Mihăescu, Femeia de ciocolată, publicat în 1933.

## Descriere
Monumentul este compus dintr-o statuie ecvestră a regelui Matia Corvin, în fața căreia sunt plasate următoarele 4 statui (de la stânga spre dreapta):
- Blasius Magyar, bătrânul conducător al trupelor de mercenari, faimoasa „Armată Neagră”
- Paul Chinezu, comitele de Timiș
- Ștefan Zápolya, viceregele Ungariei, comandantul Cetății Zips
- Ștefan Báthory, voievodul Transilvaniei

## Inscripțiile de pe soclu
- Mátyás Király (1902-1918) 

- Matei Corvinul (1918-1940) 

- Mátyás Király (1940-1944) 

- Mathias Rex (după 1944, până în prezent)

## Galerie de imagini

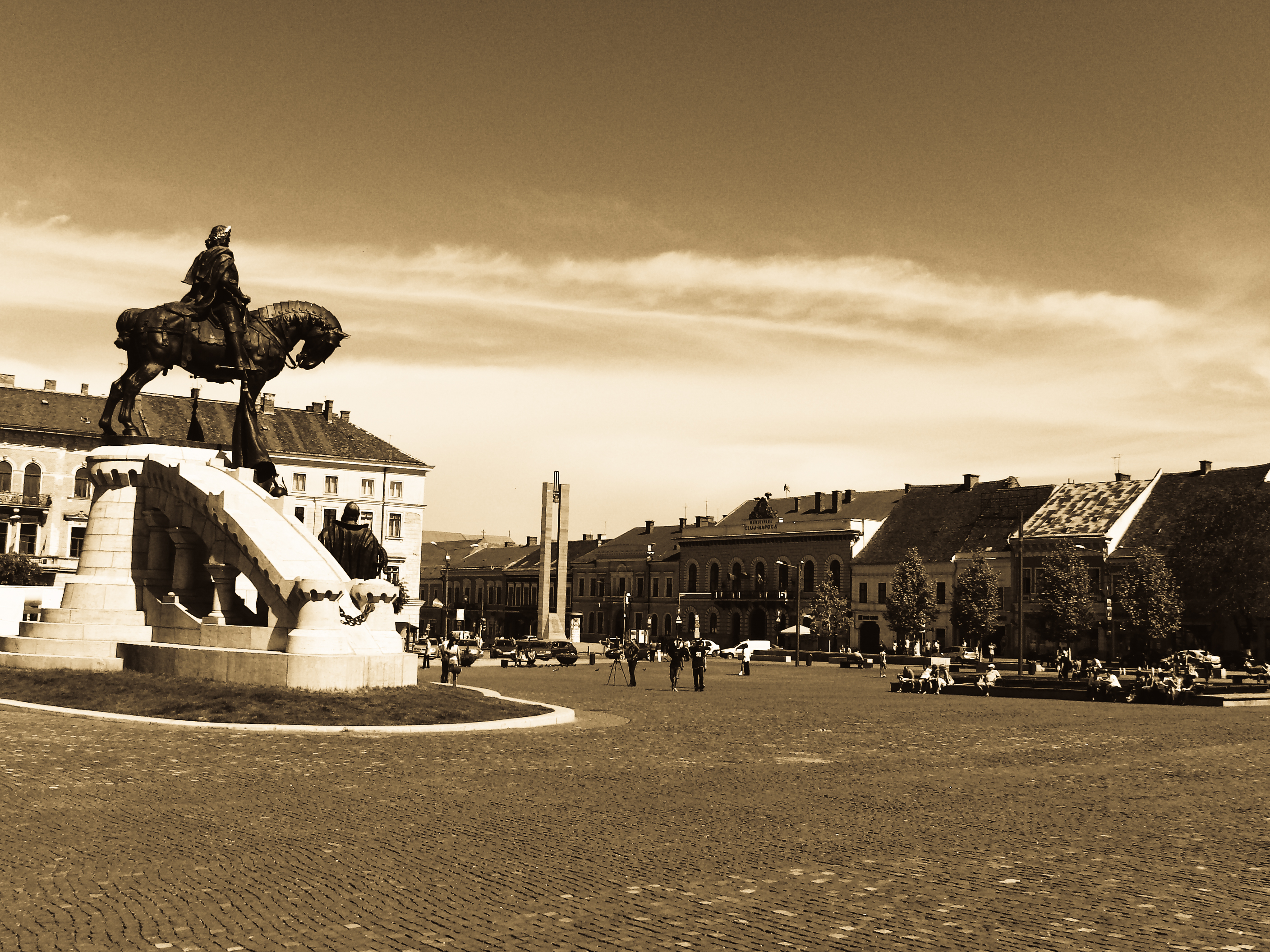
Ansamblul monumental Matia Corvin din Cluj - plan general
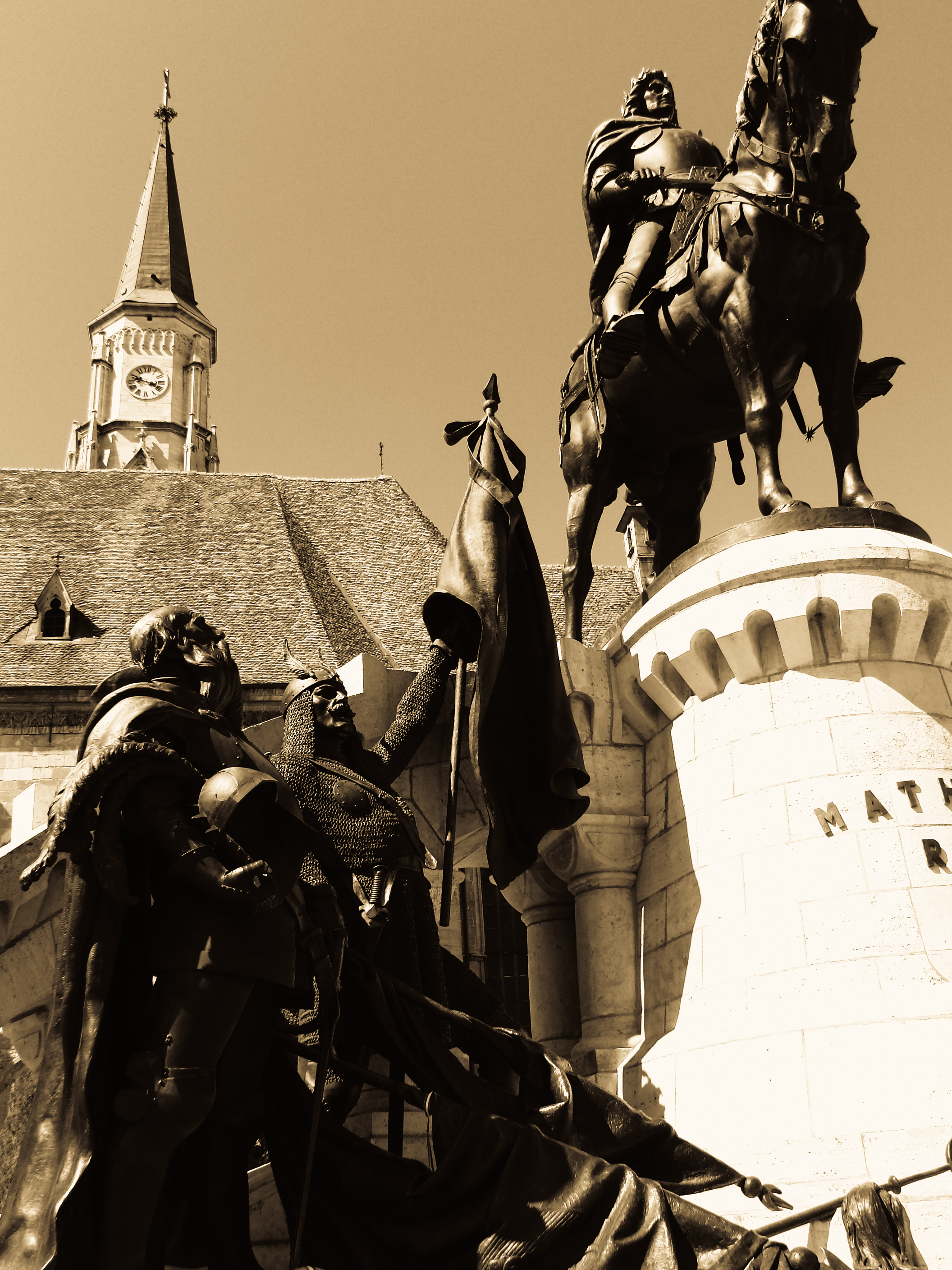
Ansamblul monumental Matia Corvin din Cluj
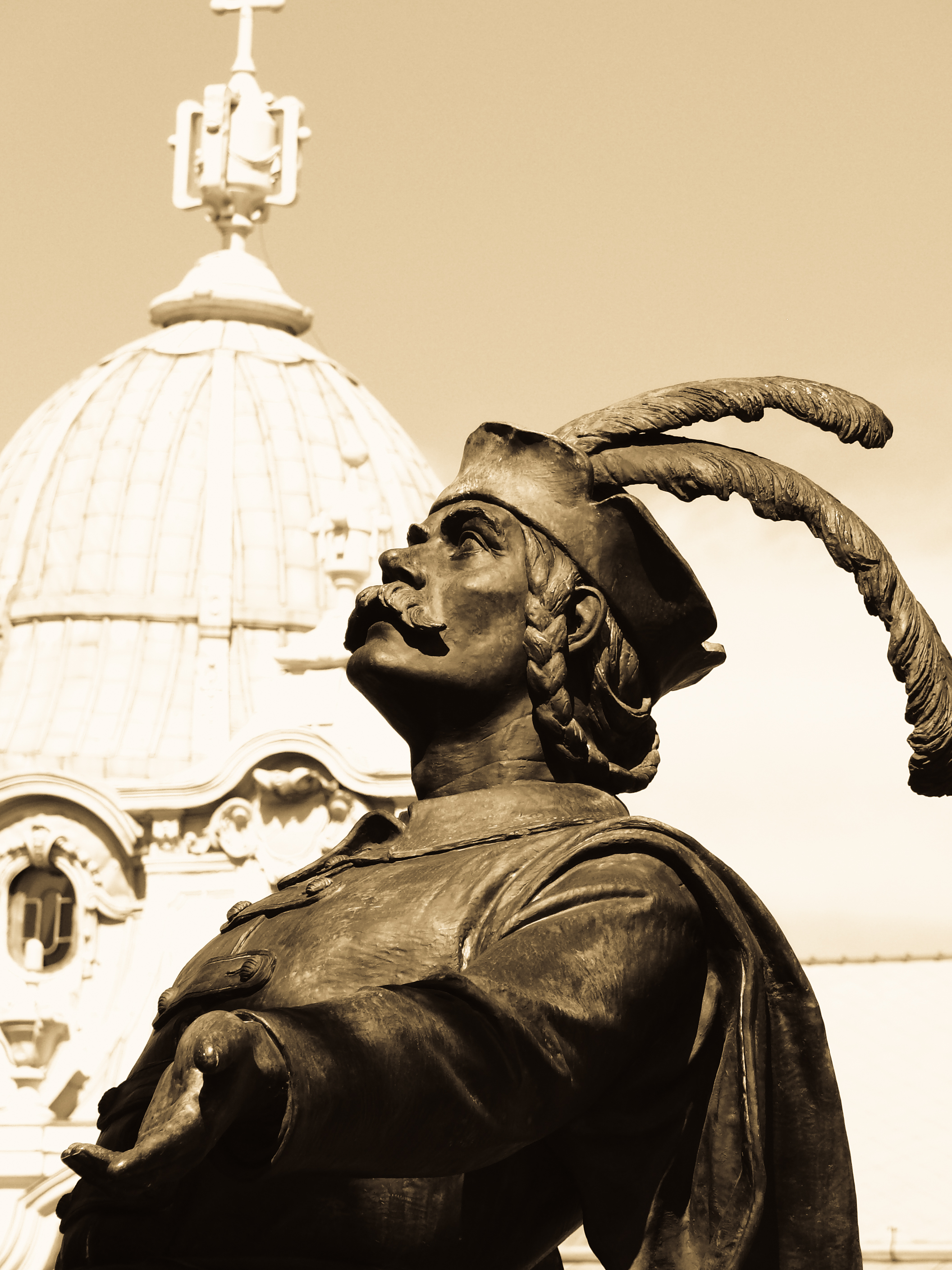
Ansamblul monumental Matia Corvin din Cluj
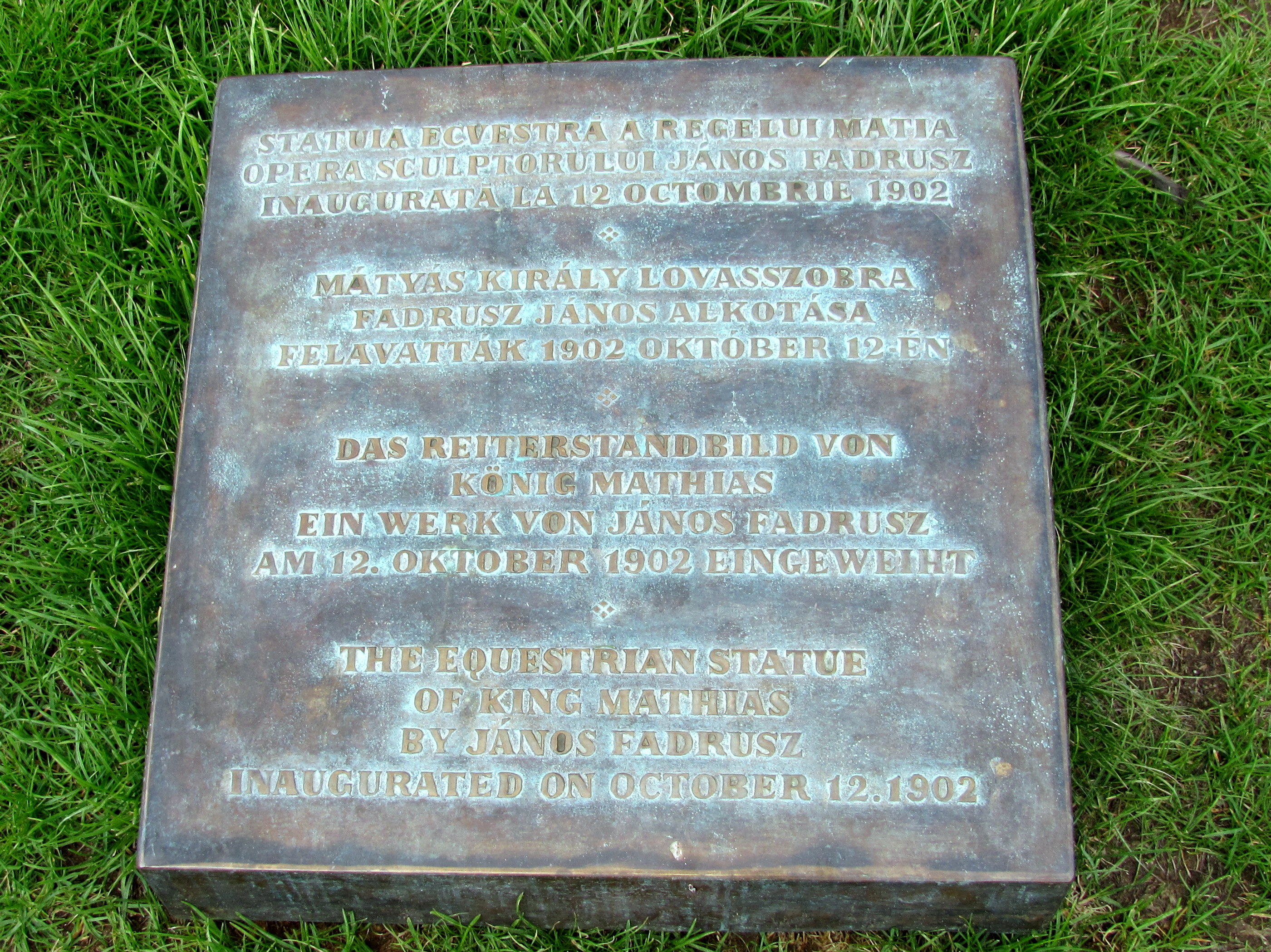
Ansamblul Matia Corvin (Inscriptie 1)
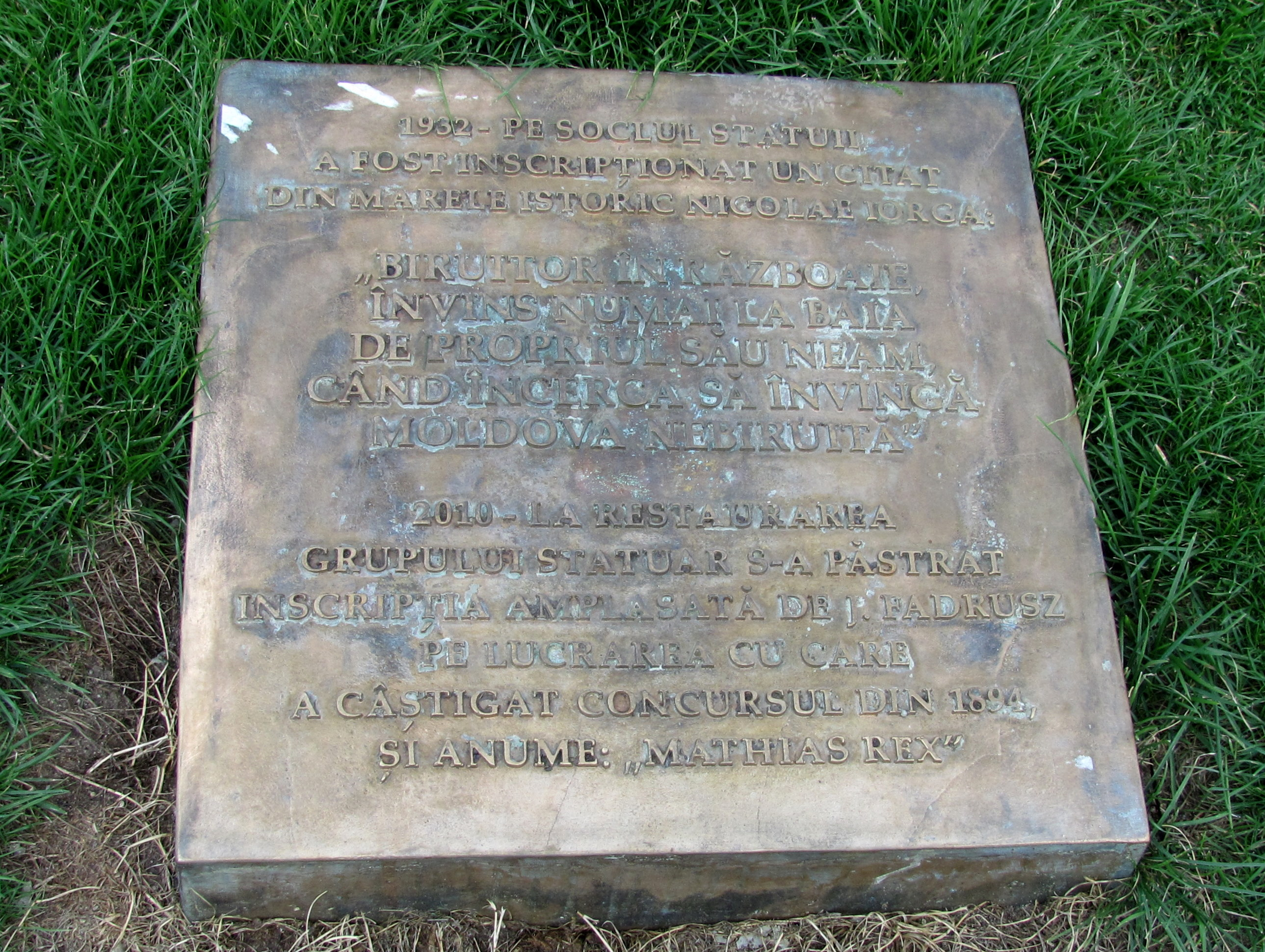
Ansamblul Matia Corvin (Inscriptie 2)
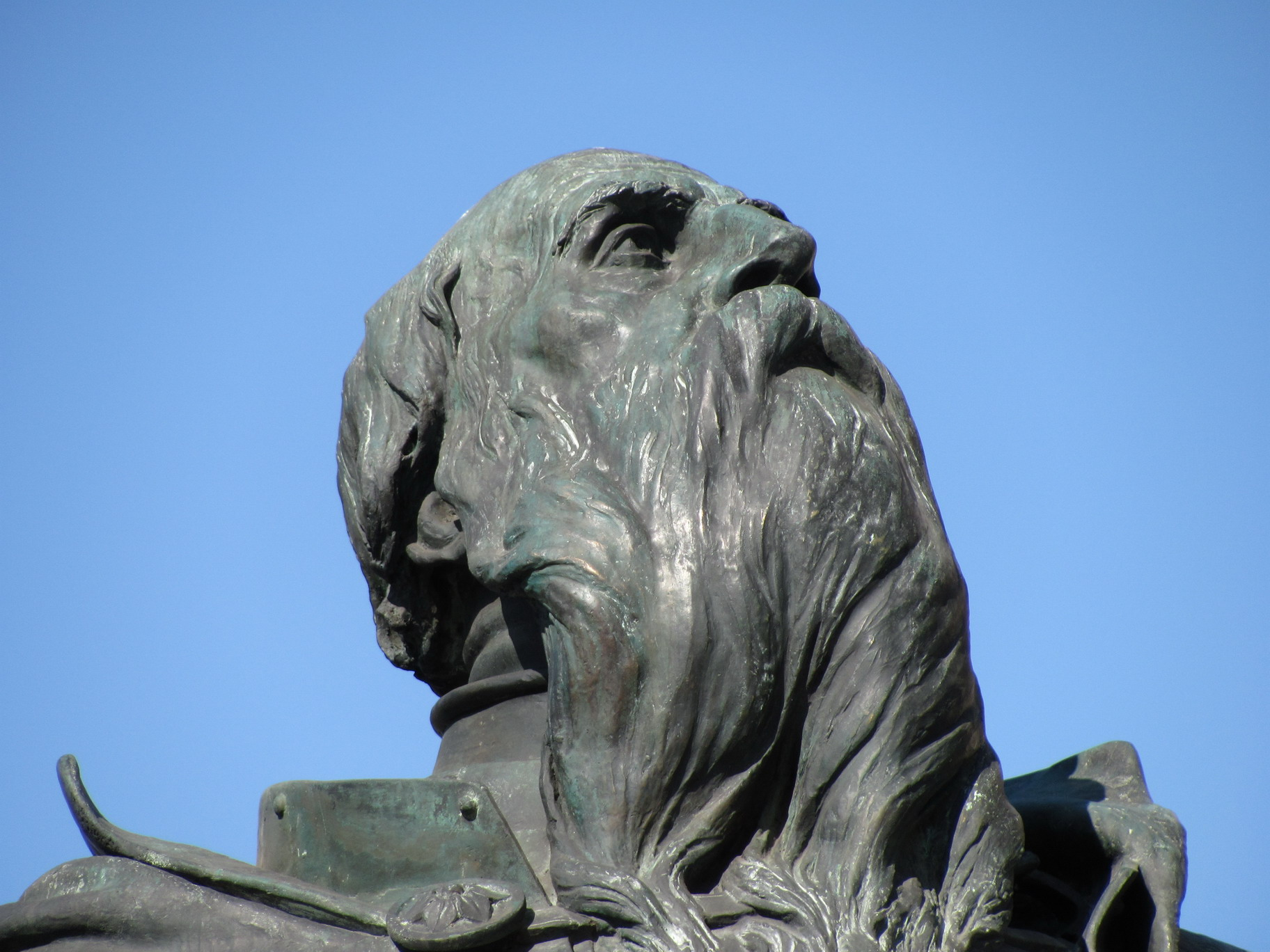
Ansamblul Matia Corvin (Blasius Magyar)
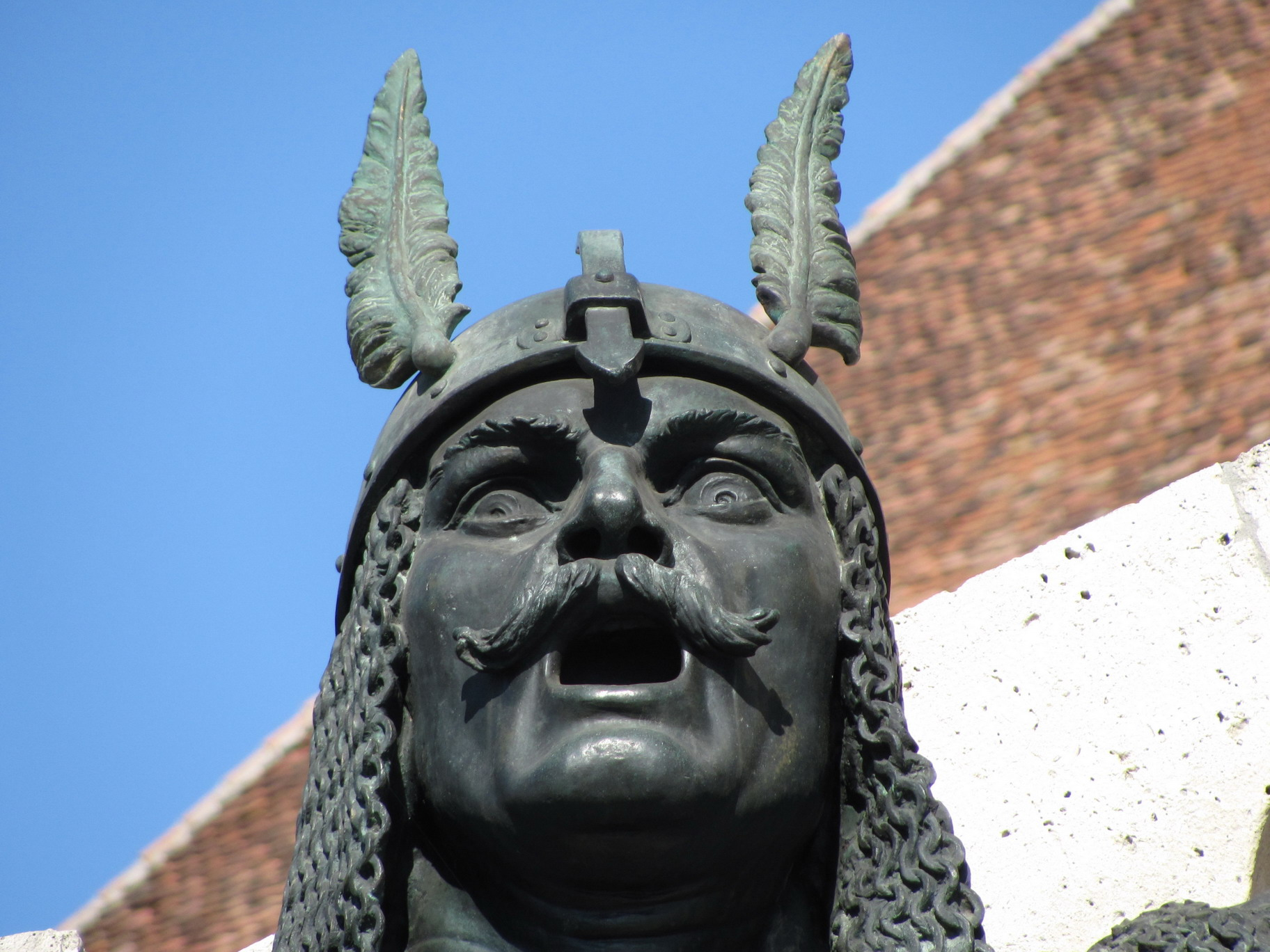
Ansamblul Matia Corvin (Paul Chinezu)
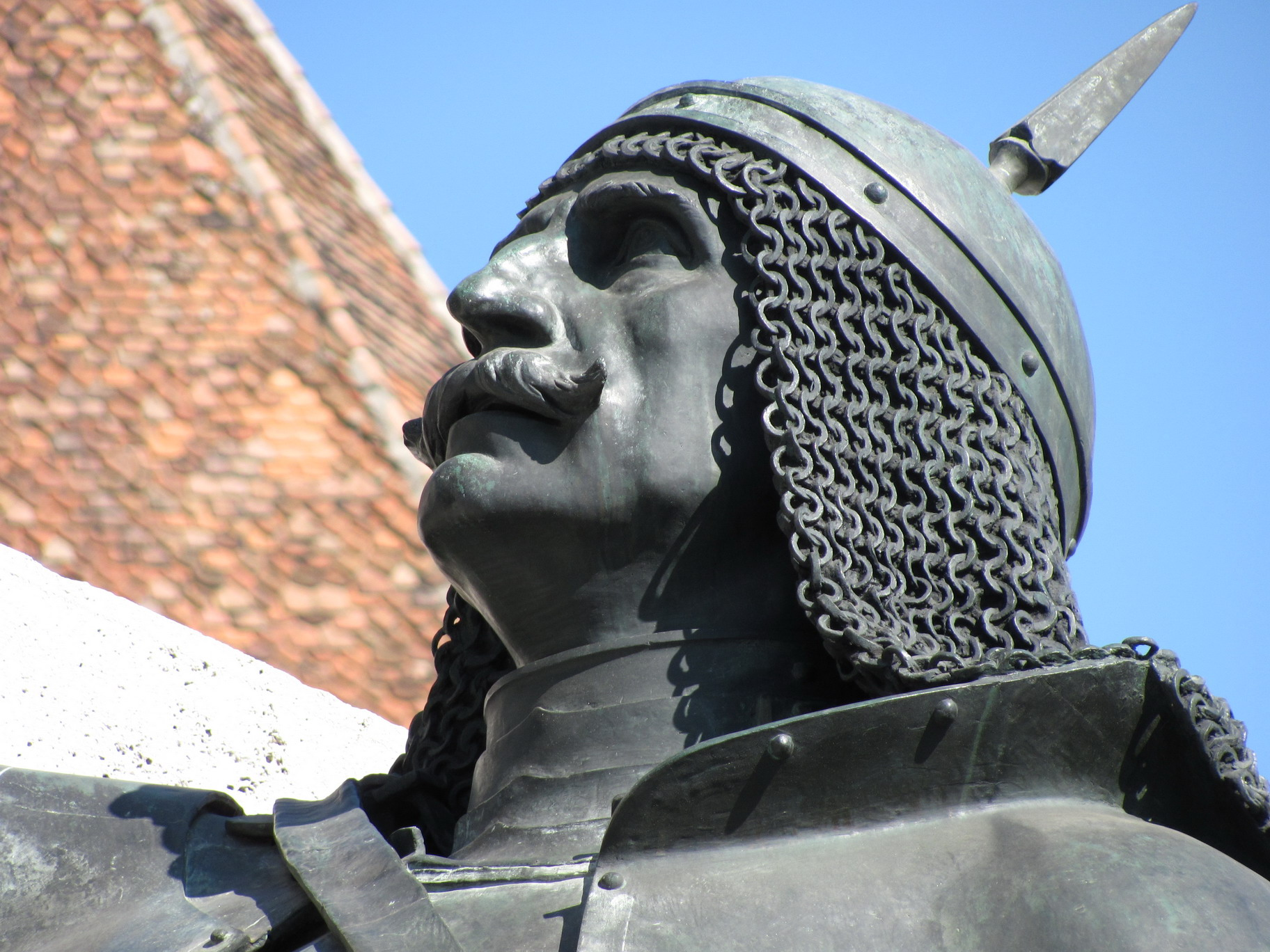
Ansamblul Matia Corvin (Ștefan Szapolyai)
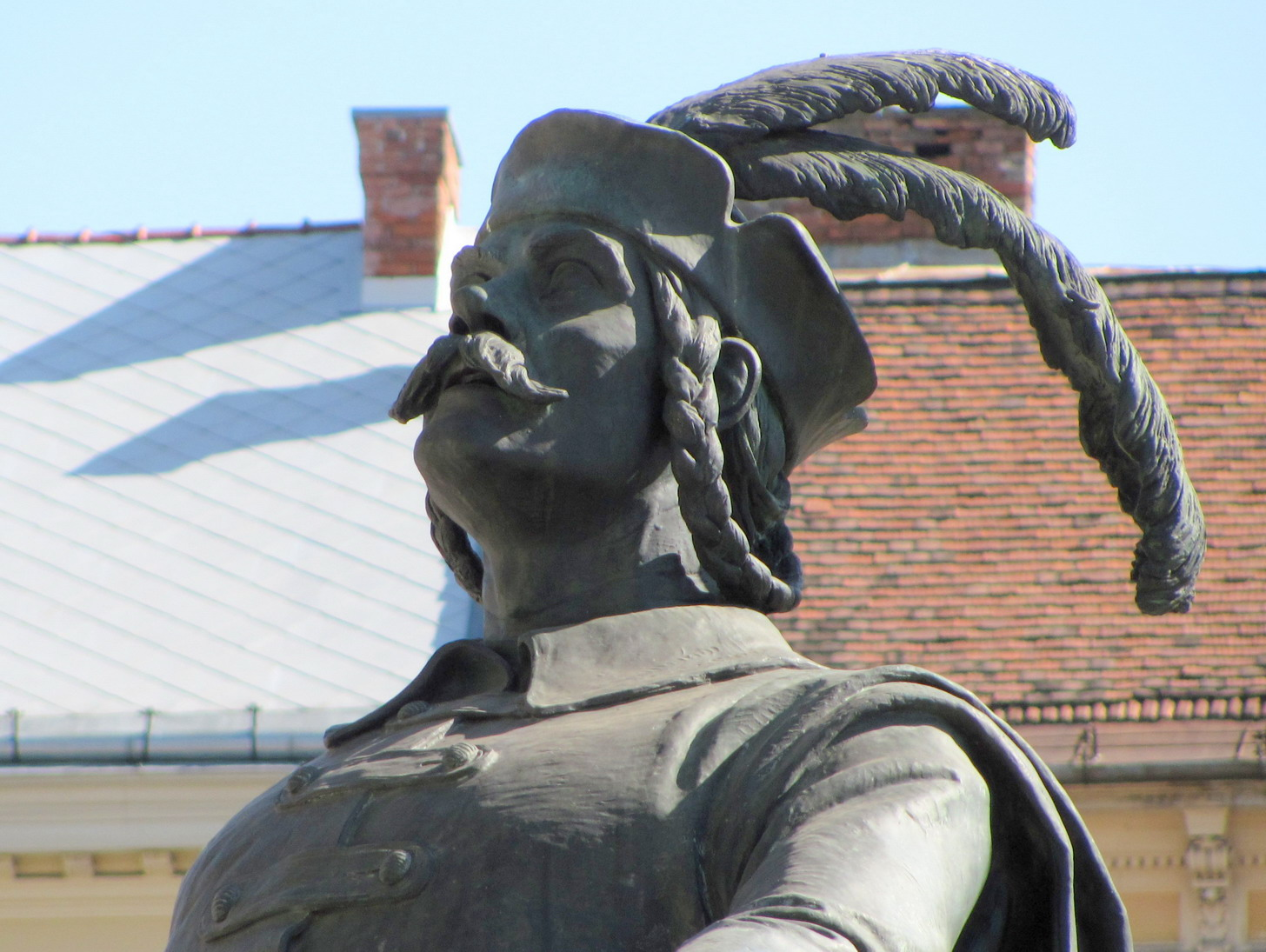
Ansamblul Matia Corvin (Ștefan Bathory) (autoportretul sculptorului János Fadrusz ?)